# تیم ملی بسکتبال مردان هندوراس
تیم ملی بسکتبال هندوراس نماینده هندوراس در مسابقات بین‌المللی است .